# Caroline Heering
Caroline Elisabeth Heering, født Kjær er en dansk hofdame.
Hun er datter af Helle Kirsten Flamand, senere gift grevinde Moltke, og Erik Wilhelm Kjær.
Hun er student fra Herlufsholm og uddannet cand.merc. og arbejdede i Unilever fra 1999. Fra 2006 indtil 1. november 2007 var hun hofdame for kronprinsesse Mary og har siden da fungeret som privatsekretær for kronprinsessen og bestyrelsesmedlem i Mary Fonden.
Hun er gift med Peter Heering.

## Dekorationer
- Ridder af Dannebrogordenen (5. februar 2008)
- Erindringsmedaillen i anledning af Hendes Majestæt Dronningens 40 års regeringsjubilæum
- Erindringsmedaillen i anledning af Hendes Majestæt Dronningens 70 års fødselsdag
- Erindringsmedaillen i anledning af Hans Kongelige Højhed Prinsgemalens 75 års fødselsdag